# Ryuzo Hiraki
Ryuzo Hiraki (Sakai, 7. listopada 1931. – 2. siječnja 2009.) japanski je nogometaš.

## Klupska karijera
Igrao je za Furukawa Electric.

## Reprezentativna karijera
Za japansku reprezentaciju igrao je od 1954. do 1962. godine. Odigrao je 30 utakmice postigavši 1 pogodak.
S japanskom reprezentacijom Ryuzo Hiraki je igrao na Olimpijskim igrama 1956. i 1964.

## Statistika
| Japan  | Japan | Japan |
| Godina | Nas.  | Gol.  |
| ------ | ----- | ----- |
| 1954.  | 3     | 0     |
| 1955.  | 4     | 0     |
| 1956.  | 3     | 0     |
| 1957.  | 0     | 0     |
| 1958.  | 4     | 0     |
| 1959.  | 10    | 1     |
| 1960.  | 1     | 0     |
| 1961.  | 2     | 0     |
| 1962.  | 3     | 0     |
| Ukupno | 30    | 1     |

## Vanjske poveznice
- National Football Teams
- Japan National Football Team Database